# Álvares Florence
Álvares Florence est une municipalité brésilienne de la microrégion de Votuporanga.

## Démographie
| Évolution de la population (municipalité) | Évolution de la population (municipalité) | Évolution de la population (municipalité) | Évolution de la population (municipalité) |
| Année                                     | Population                                |                                           | %±                                        |
| ----------------------------------------- | ----------------------------------------- | ----------------------------------------- | ----------------------------------------- |
| 1950                                      | 9 087                                     |                                           | —                                         |
| 1960                                      | 8 972                                     |                                           | −1,3%                                     |
| 1970                                      | 8 334                                     |                                           | −7,1%                                     |
| 1980                                      | 6 588                                     |                                           | −21,0%                                    |
| 1991                                      | 5 050                                     |                                           | −23,3%                                    |
| 2000                                      | 4 316                                     |                                           | −14,5%                                    |
| 2010                                      | 3 897                                     |                                           | −9,7%                                     |
| 2022                                      | 3 915                                     |                                           | 0,5%                                      |
| ,                                         |                                           |                                           |                                           |